# 栗嵩
栗嵩（2世纪—189年），東漢宦官，「十常侍」之一。

## 生平
早年經歷不詳，在漢靈帝時期位居中常侍，封侯貴寵。中平六年(189年)，袁紹入宮誅殺宦官，栗嵩死於此次變亂之中。